# Chử Ích Dân
Chử Ích Dân (tiếng Trung: 褚益民; sinh tháng 7 năm 1953) là Thượng tướng Quân Giải phóng Nhân dân Trung Quốc (PLA). Từ năm 2016 đến năm 2017, ông là Chính ủy Chiến khu Bắc bộ Quân Giải phóng Nhân dân Trung Quốc. Trước đó, ông là Bí thư Đảng ủy, Chính ủy Quân khu Thẩm Dương từ năm 2010 đến 2016.

## Tiểu sử
Chử Ích Dân sinh tháng 7 năm 1953 tại Như Cao, tỉnh Giang Tô. Ông gia nhập Quân Giải phóng Nhân dân Trung Quốc năm 1969 và vào Đảng Cộng sản Trung Quốc tháng 12 năm 1972. Ông đã phục vụ tại Quân khu Lan Châu trong nhiều năm, từng làm Chủ nhiệm Chính trị Quân khu Tân Cương, Chính ủy Tập đoàn quân 47. Năm 2006, được điều sang làm Chủ nhiệm Chính trị Quân khu Nam Kinh. Tháng 12 năm 2010, ông được bổ nhiệm làm Chính ủy Quân khu Thẩm Dương thay thế tướng Hoàng Hiến Trung.
Ngày 1 tháng 2 năm 2016, Chử Ích Dân được bổ nhiệm giữ chức Chính ủy Chiến khu Bắc bộ Quân Giải phóng Nhân dân Trung Quốc.
Ông được thăng cấp Thiếu tướng vào tháng 7 năm 2003, Trung tướng tháng 7 năm 2008, và thụ phong quân hàm Thượng tướng vào ngày 11 tháng 7 năm 2014.
Chử Ích Dân là Ủy viên Dự khuyết Ủy ban Trung ương Đảng Cộng sản Trung Quốc khóa 17 (2007-12) và là Ủy viên chính thức Ủy ban Trung ương Đảng Cộng sản Trung Quốc khóa XVIII (2012-17).